# Macropedius

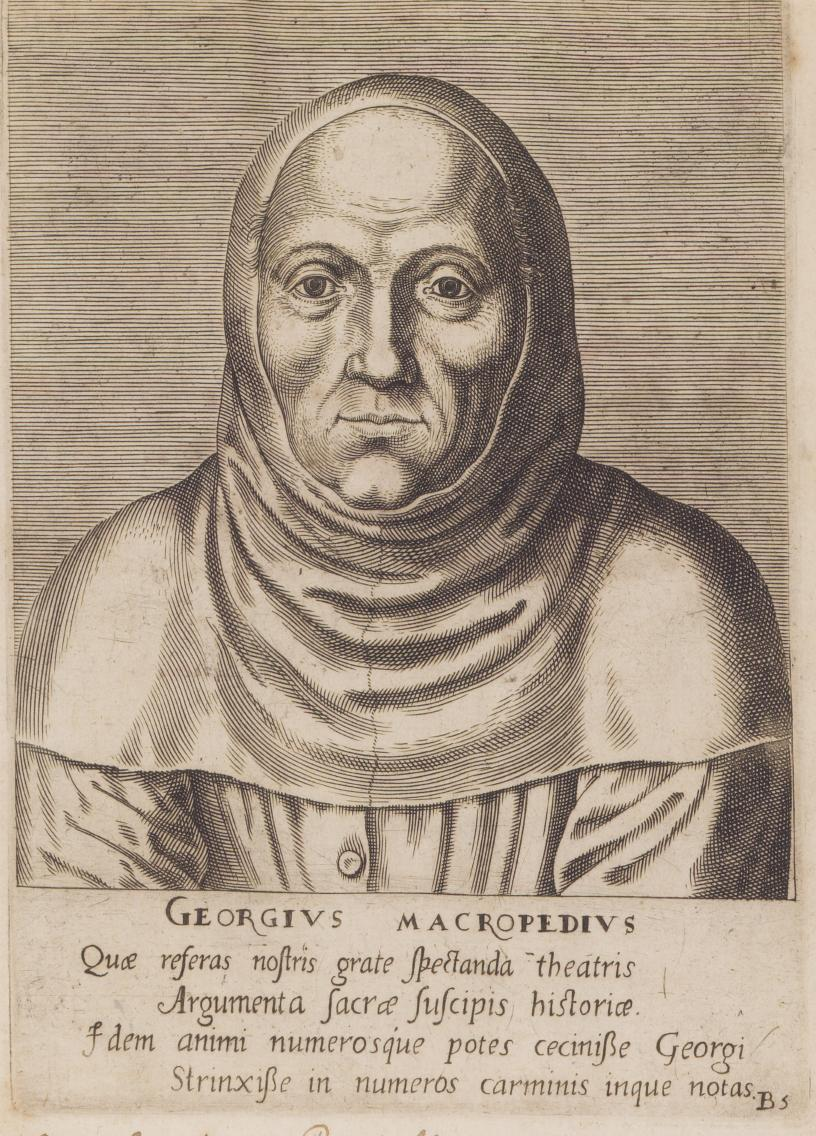
Georgius Macropedius, porträtt av Philips Galle, dikt av Benito Arias Montanus. Gent Universitetsbibliotek.

Georgius Macropedius, född 1487, möjligen den 23 april, död i slutet av juli 1558, också känd som Joris van Lanckvelt, var en nederländsk renässanshumanist, lärare och 1500-talets största författare av latinska pjäser.

## Biografi
Macropedius föddes som Joris van Lanckvelt i Gemert i Noord-Brabant i Nederländerna 1487. Inte mycket är känt om hans barndom. Efter att ha studerat i sin sockenskola flyttade Joris van Lanckvelt till ’s-Hertogenbosch. Här studerade han på den lokala skolan. Han bodde hos Det gemensamma livets bröder, som var anhängare av Devotio moderna. År 1502, när han var 15 år, blev han medlem i brödraskapet och förberedde sig för en karriär som lärare. Ungefär tio år senare blev han tillförordnad och började lära ut latin vid den kommunala grammatikskolan. Under åren 1506–1510 hade han redan börjat skriva latinska pjäser för sina studenter. Det första utkastet av hans drama Asotus (Den förlorade sonen)) dateras till denna period. Han bytte sitt namn till ett klassiskt sådant, vilket var seden hos humanister på 1500-talet. Joris blev Georgius och Van Lanckvelt blev översatt till Macropedius.
År 1524 blev han utnämnd till rektor av Hieronymus skola i Liège. Grammatikskolan i Liège blomstrade på grund av både Macropedius och andras aktiviteter. 1527 återvände han till 's-Hertogenbosch och hade vid slutet av 1530 redan flyttat till Utrecht, vid den tiden norra Nederländernas största stad. Macropedius, som vid denna tid uppnått en viss berömmelse, hade rykte om sig att vara en lojal romersk katolik och blev utnämnd till rektor. Han förvandlade Hieronymusskolan i Utrecht till den mest berömda skolan i landet. Han lärde ut latin, grekiska, poesi, retorik, och möjligen även hebreiska, matematik, och musikteori. Varje år komponerade han både texten och musiken till en lång latinsk skolsång. Vid skolan skrev han de flesta av sina latinska läroböcker och pjäser, som inte bara blev publicerade i Utrecht, utan även i Antwerpen, Basel, Köln, Frankfurt, 's-Hertogenbosch, Paris och London.

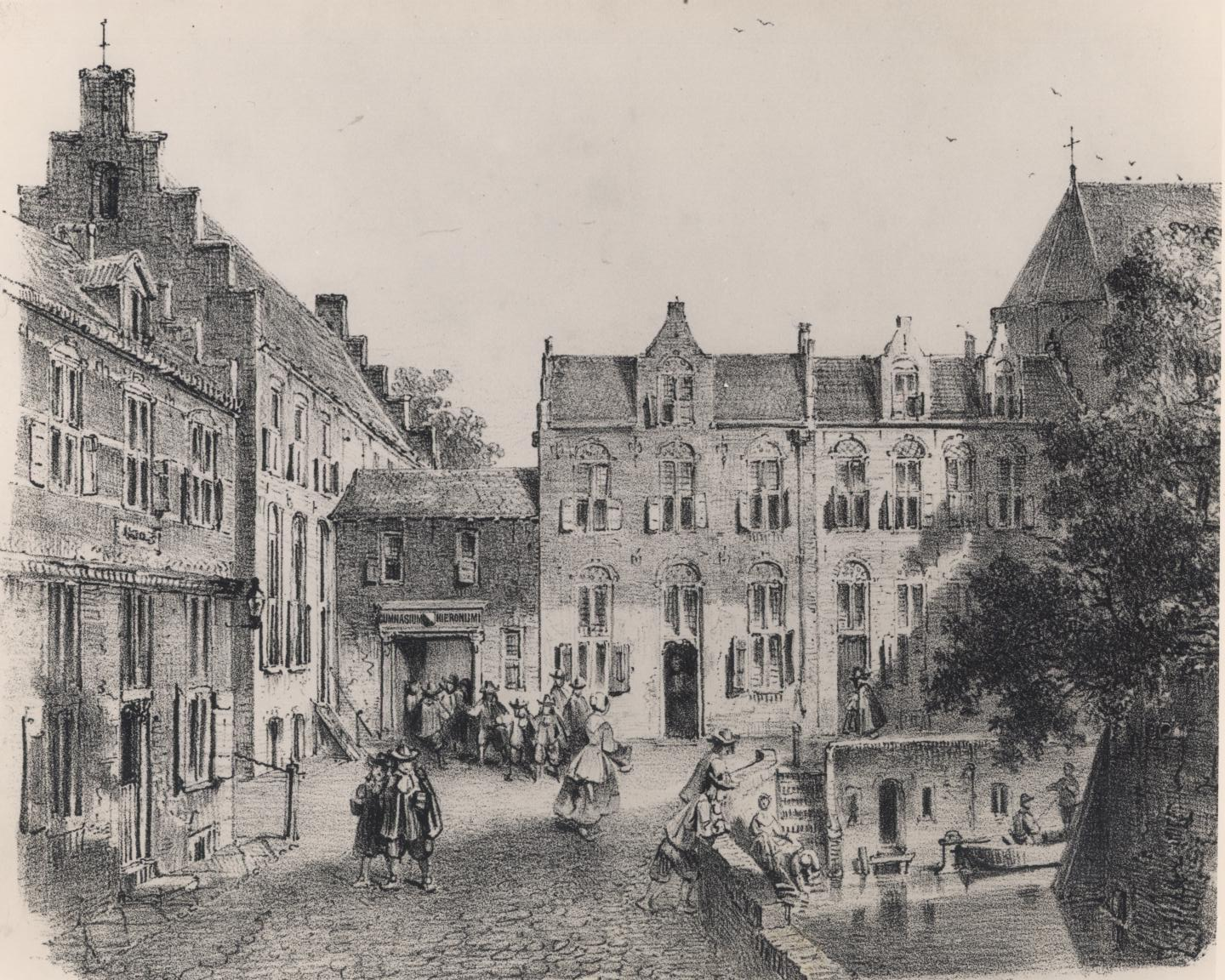
Hieronymus skola i Utrecht vid 1600-talet. Teckning av J. Liefland, Utrecht, 1857.

Under åren 1552–1554 blev hans samlade verk reviderade och redigerade i två volymer i Utrecht: Omnes Georgii Macropedii Fabulae Comicae. Sångerna blev nu tryckta tillsammans med sin musik. Efter detta skrev han bara ytterligare en pjäs: Jesus Scholasticus.
1557 eller 1558 avgick han som skolans rektor, och lämnade Utrecht för att återvända till sin hemtrakt Brabant. Här bodde han hos det vardagliga livets bröder i 's-Hertogenbosch ett år till. Han dog vid 71 års ålder i denna stad under en period då pesten grasserade under juli 1558, och blev begravd i Brödernas kyrka. Efter hans död reste hans tacksamma studenter en monumental grav där, med en gravskrift. De lät måla ett porträtt av honom, vilket hängdes över graven. Både gravkammaren, målningen och kyrkan har försvunnit.

## Författarskap
Macropedius skrev flera textböcker. Den mest kända var Epistolica, en textbok om konsten att skriva brev. Den blev först publicerad i Antwerpen 1543. Den blev även tryckt som Methodus de Conscribendis Epistolis i Basel, Cologne, Dillingen, Frankfurt am Main, 's-Hertogenbosch och Leiden. Boken publicerades i London 1576, följd av tio nytryck; den sista dateras till 1649. Till och med William Shakespeare kan ha känt till den på grund av det nytryck hans vän,granne och tryckare Richard Field gjorde av den. Boken kom att användas vid många skolor i Västeuropa under en lång tid.
Hans läroböcker visar att Macropedius var en man med omfattande humanistisk bildning och efterföljare till Erasmus. Han visste mycket om de sju fria Konsterna och klassiska språk som latin, grekiska och hebreiska. Han var väl bekant med den klassiska grekiska och romerska litteraturen, såväl som med Bibeln och kyrkofädernas skrifter. Många nytryck av hans läroböcker i Nederländerna, Tyskland, Frankrike och i England bevisar att Macropedius aktiviteter var högt aktade av både samtida humanister och nästa generation. Genom att skriva sina böcker och skriva ned sina lärdomar bidrog Macropedius i hög grad till den framgångsrika humanistiska reformen av utbildning under början av femtonhundratalet. Han främjade outtröttligt grekiska, inte bara för läsande av Nya Testamentet utan också för studier av de klassiska grekiska författarnas verk.

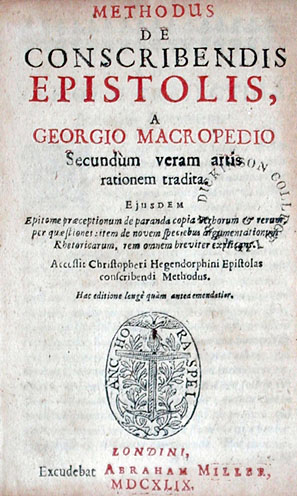
Titelsidan av Macropedius Methodus de Conscribendis Epistolis, tryckt 1649 av Abraham Miller i London, 106 år efter den första upplagan. Dickinson College, Carlisle, Pennsylvania, USA.

Att Macropedius blev så pass berömd har han sina tolv pjäser att tacka för. Han var den förste, den mest produktive och den bäste latinska författaren i Nederländerna och Tyskland.
Andrisca är en komedi om två klipska och otrogna kvinnor som bestämde var skåpet skulle stå och bråkade med sina löjliga män. Mot slutet av århundradet kom samma intrig i en genomtänkt utarbetad version av William Shakespeare i The Taming of the Shrew (Så tuktas en argbigga). Bassarus är en sann fastlagstidspjäs. Asotus handlar om det bibliska temat om den förlorade sonen. Pjäsen spelades av studenterna på Trinity College i Cambridge, och vid Prags Universitet. År 1539 publicerades Macropedius mest framgångsrika pjäs. Detta drama befäste hans plats bland världsdramatikerna. Det är en fritt komponerad version av den senmedeltida nederländska moraliteten Elckerlijc (på svenska Spelet om Envar). Huvudpersonen, Hecastus, är en välbärgad ung man som njuter av de goda tingen i livet. När han får veta att han snart skall dö är inte en enda av hans vänner, släktingar eller tjänare villiga att följa honom på hans sista resa. Pjäsen är ett mästerverk och den blev mycket framgångsrik.
Före århundradets slut spelades Hecastus och trycktes på originalspråket latin och i översättning. Tolv självständiga upplagor och sex tyska översättningar är kända. En av dessa översättningar gjordes av den kände reformationspoeten Hans Sachs. Pjäsen översattes också till danska, nederländska och år 1681 till svenska. I Nederländerna spelades Hecastus många gånger. Pjäsen var dock särskilt framgångsrik i Tyskland. 18 föreställningar har blivit väl etablerade. För den andra upplagan (1552), blev Macropedius tvungen att revidera och utöka pjäsen. Den tolerante humanisten var uppenbarligen misstänkt för att sympatisera med reformationen. Av detta skäl var han tvungen att förändra den andra upplagan (1552) av pjäsen, vilken man också kan utläsa av prologen.

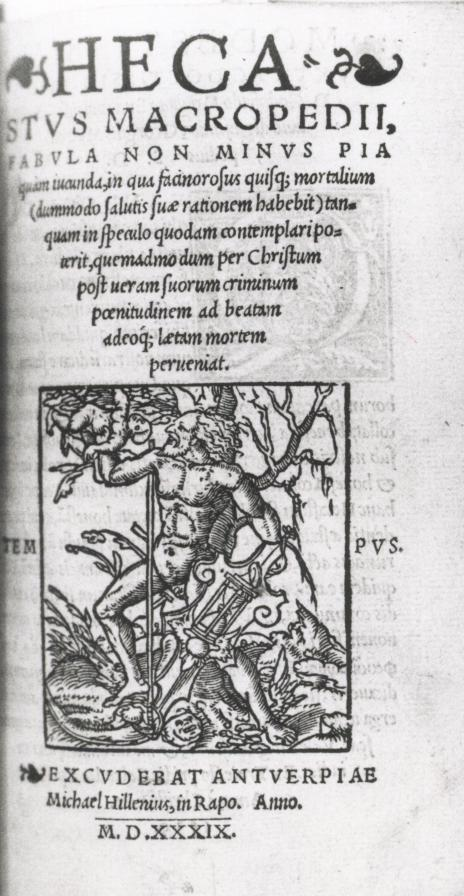
Den första upplagan av Macropedius Hecastus, tryckt av Johannes Hillen i Antwerpen 1539. Tilburgs Universitetsbibliotek.

## Arv
Macropedius framgångar var inte bara begränsade till dramat. Som lärare eller rektor i 's-Hertogenbosch, Liège och Utrecht hade han många studenter som senare blev inflytelserika män inom regering, vetenskap och konstarter. Bland dem fanns den grekiske vetenskapsmannen Arnoldus Arlenius; språkvetaren Willem Canter; Johannes Heurniur, professor i medicin vid Leidens Universitet; geografen Gerardus Mercator; advokaten och vännen till William of Orange, Elbertus Leoninus; tryckaren Lawrence Torrentinus, som blev känd i Italien och den välkända fysikern Johann Weyer, som ifrågasatte tron på häxkonster så tidigt som 1563.
Macropedius förblev känd åtminstone ett halvt århundrade efter sin död. År 1565 publicerade en grupp före detta studenter en diktsamling till minne av den mästare de beundrat: Apotheosis D.Georgii Macropedii. På sextonhundratalet föll Macropedius och hans verk sakta i glömska. Hans pjäser spelades inte och inga nytryck av hans böcker gjordes längre. Pjäserna var skrivna på latin medan den Nederländska republikens nya poeter och pjäsförfattare undan för undan skrev mest på sitt eget språk. Det var inte förrän efter två århundraden som Macropedius namn blev känt igen. 1900-talet fick se en mängd böcker och artiklar om humanisten. År 1972 publicerade amerikanen Thomas W. Best sin Macropedius i New Yorks Twaynes världsförfattarserie (fritt översatt). På senare år har fler böcker och artiklar blivit publicerade i Europa, Sydafrika, Canada och USA. Hans pjäser översattes dessutom till nederländska och engelska. Engelska översättningar av tre pjäser finns presenterade på Internet.

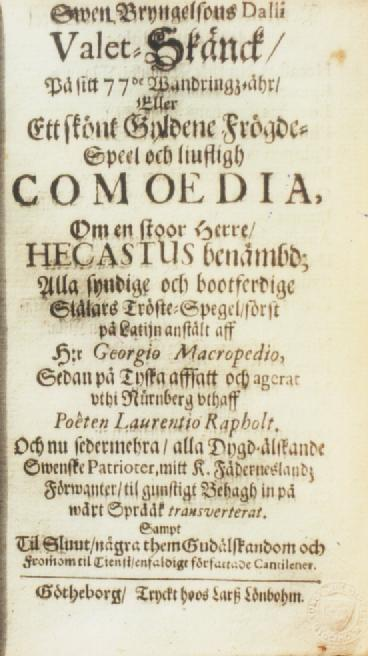
Titelsidan av Sven Dalius svenska översättning av Hecastus, tryckt av Lars Loehnbohm i Göteborg år 1681, Kungliga Biblioteket, Stockholm.

## Webbkällor
Den här artikeln är helt eller delvis baserad på material från engelskspråkiga Wikipedia.